# Wolfgang Bargmann (Politiker)
Wolfgang Bargmann (* 10. April 1926 in Soltau; † 13. Februar 2020 in Soltau) war ein deutscher Kommunalpolitiker (SPD). Er war von 1991 bis 1996 Bürgermeister der niedersächsischen Stadt Soltau.

## Leben
Bargmann wurde im April 1926 in Soltau geboren. Im Jahr 1947 trat er bei der Generalversammlung des wiedergegründeten Ortsvereins in die SPD ein. 
Bargmann arbeitete als Vermessungsamtmann im Katasteramt, als er im Jahr 1971 als direkter Nachfolger seines Vaters Mitglied im Rat der Stadt Soltau wurde. Kurz nach seinem Antritt wurde er Vorsitzender des Bauausschusses und blieb dies bis zum Jahr 1986. In seine 15-jährige Amtszeit fiel die Planung des neuen Soltauer Stadtbildes, das er somit maßgeblich beeinflusste. Auch über den Bau der Soltau-Therme entschied er mit. Im Jahr 1991 wurde Bargmann schließlich für fünf Jahre zum ehrenamtlichen Bürgermeister der Stadt Soltau gewählt. Im Jahr 1996 zog er sich nach 25 Jahren aus dem Soltauer Rat zurück.
Neben der Politik engagierte sich Bargmann als ehrenamtlicher Vorsitzender der Freudenthal-Gesellschaft. Er entwickelte außerdem eine Radwanderkarte für die Umgebung und schrieb eine dreibändige Stadtchronik. Für sein Engagement wurde Bargmann mit dem Bundesverdienstkreuz ausgezeichnet.

## Werke
- Die Siedlung Soltau in der Niedersächsischen Geschichte: Band I. Von der germanischen Siedlung bis zum Dreißigjährigen Krieg, 2003, ISBN 3-933802-09-1
- Die Stadt Soltau in der Niedersächsischen Geschichte: Band II. Vom Dreißigjährigen Krieg bis zum Ende des Ersten Weltkrieges 1620 bis 1919, 2005, ISBN 3-933802-14-8
- Die Stadt Soltau in der Niedersächsischen Geschichte: Band III. Vom Ende des Ersten Weltkriegs 1918 bis zum Beginn der zweiten Phase der Stadterneuerung Anfang 2009, 2009, ISBN 978-3-933802-19-4